# ماري نيسواندر
ماري نيسواندر (بالإنجليزية: Marie Nyswander)‏ (13 مارس 1919 - 20 أبريل 1986)، طبيبة ومحللة نفسية أمريكية  معروفة بتطوير وتعميم استخدام الميثادون في علاج إدمان الهيروين.

## السيرة الشخصية
وُلِدَت نيسواندر في 13 مارس من عام 1919 في رينو- نيفادا. كان والدها «جيمس نيسواندر» أستاذًا للرياضيات، وكانت والدتها «دوروثي بيرد نيسواندر» مرشدة صحية معروفة. انفصل والداها بعد ولادتها بفترة قصيرة، وذهبت ماري مع والدتها إلى بيركلي- سولت ليك سيتي ومدينة نيويورك. كان اسمها الأصلي ماري إليزابيث نيسواندر، ولكنها اتخذت اسم ماري في سن المراهقة.
تخرجت نيسواندر من كلية سارة لورانس في عام 1937، وتدربت كطبيبة وجراحة في كلية الطب بجامعة كورنيل حتى عام 1944، وحينها كانت متزوجة لفترة وجيزة من مدرب التشريح تشارلز بيري. حاولت الانضمام بعد الانتهاء من دراستها في كورنيل إلى البحرية، لكنها اكتشفت أنها لا تسمح للنساء بالعمل كجراحات. وبدلاً من ذلك قبلت منصبًا في مستشفى ليكسينغتون للمخدرات في ليكسينغتون بولاية كنتاكي تحت رعاية هيئة الصحة العامة بالولايات المتحدة حيث بدأ باحثون مثل أبراهام ويكلر في اكتشاف الأساس الفسيولوجي للإدمان. كان المدمنون يعاملون بقسوة في ليكسينغتون، على سبيل المثال: كانت النساء في المنشأة محصورات في مبانيهن، ولا يسمح لهن سوى حضور فيلم واحد في الأسبوع. عملت نيسواندر على السماح للسيدات بنزهات خارجية، ولكنها توقفت بعد أن تم القبض عليهم أثناء إرسالهم رسائل إلى السجناء الذكور. تلقت نيسواندر أثناء عملها هناك بسبب إعطائها حقن مورفين للسجناء في أحد أعياد الميلاد.
بدأت نيسواندر في أواخر الأربعينيات من القرن العشرين في دراسة التحليل النفسي في كلية الطب في نيويورك تحت إشراف لويس وولبرغ، وافتتحت عيادة خاصة في نيويورك في الخمسينيات من القرن الماضي. ساعدت في عام 1955 في تأسيس مشروع أبحاث إدمان المخدرات، وهو برنامج لعلاج مدمني المخدرات باستخدام العلاج النفسي. واصلت علاج المدمنين خلال الخمسينيات والستينيات عبر برنامجين هما: عيادة لموسيقيي الجاز أسستها مع تشارلز وينيك، وكنيسة محلية. عالجت نيسواندر أنواع أخرى من المرضى، وكتبت كتابين أحدهما عن تجربتها في علاج مدمني المخدرات، والآخر عن النشاط الجنسي. كانت خلال هذه الفترة متزوجة من زوجها الثاني «ليونارد والاس روبنسون» الذي يعمل ككاتب ومحرر. تزوجوا في عام 1953 وتطلقوا في عام 1965 دون أطفال. تصفها مراجعة كتاب من عام 1962 بأنها «نحيلة، سمراء... زوجة، كاتبة، وأم لابنها البالغ من العمر 15 عامًا».
دعا فينسنت دول نيسواندر في أوائل الستينيات للانضمام إلى موظفيه في جامعة روكفلر. كان دول متخصصًا في التمثيل الغذائي وأصبح مهتمًا بالإدمان في عام 1962 عندما كان يعمل في الكلية، تاركًا شاغرًا في لجنة روكفلر للمخدرات التي شغلها دول، وعندها دعا نيسواندر بسبب خبرتها في الإدمان. شعرت نيسواندر بالإحباط من ارتفاع معدل الانتكاس لمرضاها المدمنين، وهو العامل الذي جعلها تفكر بإيجاد تفسير غير نفسي لإدمانهم. بدأ دول ونيسواندر أبحاثهما من خلال مراقبة تأثيرات المخدرات المختلفة على المدمنين، واكتشفوا أن المورفين والميثادون أدى إلى سلوكيات مختلفة تمامًا. كان لديهم بحلول عام 1965 (العام الذي تزوج فيه دول ونيسواندر) بيانات حول 22 موضوعًا مختلفًا، ونشروا النتائج التي توصلوا إليها في مجلة الجمعية الطبية الأمريكية وعدة مقالات في مجلات أخرى. افترض دول ونيسواندر أن إدمان الهيروين كان مرضًا استقلابيًا، وأنه يمكن استخدام الميثادون كدواء لعلاج هذا المرض؛ مما يتناقض مع المعتقدات السابقة بأن الإدمان مجرد اضطراب في الشخصية، وأن إدمان الميثادون علاجه التعفف. سرعان ما أنشأ دول ونيسواندر برنامجًا محليًا لعلاج المدمنين بالميثادون، وفي النهاية أصبحت البرامج المشابهة منتشرة في جميع أنحاء البلاد وحول العالم.
توفيت نيسواندر في عام 1986 بسبب السرطان، وربما بسبب إدمانها الكبير للسجائر. واصلت الترويج للعلاج بالميثادون والدفاع عنه ضد منتقديه حتى وفاتها.

## المؤلفات

### الكتب
- نيسواندر، ماري (1956)، مدمن المخدرات كمريض، (ASIN B0007DNW6O). احتوى هذا الكتاب مسبقًا على فكرة أن إدمان المخدرات يجب أن يعامل على أنه مشكلة طبية.[10] يبدأ الكتاب واصفًا التاريخ القانوني الذي بموجبه تم تجريم إدمان المخدرات وإغلاق العيادات. ويستمر في وصف علم الأدوية، علم وظائف الأعضاء، علم النفس، وعلم الاجتماع الخاص بإدمان المواد الأفيونية. وعلى الرغم من أنه يناقش الميثادون كوسيلة في علاج المدمنين خلال فترة الانسحاب البدني، إلا أنه يعتبر العلاج النفسي جزءًا أكثر أهميةً من علاج الإدمان.[11] في الوقت الذي بدأ فيه فنسنت دول أبحاثه في الإدمان في أوائل الستينيات، كان كتاب نيسواندر الدراسة الوحيدة لمدمني الشوارع،[12] وفي عام 1966 وصفته صحيفة نيويورك تايمز بأنه «كتاب حاسم» لنيسواندر.[13]

### أوراق مختارة
- دول، فنسنت؛ نيسواندر، ماري، «العلاج الطبي لإدمان الأسيتيل مورفين (الهيروين). تجربة سريرية باستخدام الميثادون هيدروكلوريد»، دورية الجمعية الطبية الأمريكية.

شاركت نيسواندر بعد هذا العمل في تأليف العديد من الأوراق الأخرى حول إدمان الهيروين والعلاج بالميثادون. الأكثر اقتباسًا من هذه هي:
- دول، فنسنت؛ نيسواندر، ماري؛ كريك، ماري جين (1966)، «الحصار المخدر»، أرشيف الطب الباطني.
- دول، فنسنت؛ نيسواندر، ماري؛ وارنر، آلان (1968)، «العلاج الناجح لـ 750 مدمنًا جنائيًا»، دورية الجمعية الطبية الأمريكية.
- دول، فنسنت؛ نيسواندر، ماري (1967)، «إدمان الهيروين- مرض استقلابي»، أرشيف الطب الباطني.

## الجوائز والتكريمات
تلقت نيسواندر وزوجها فينسنت دول أول جائزة سنوية للمؤتمر الوطني لإدمان المخدرات في عام 1978، وحازا في عام 1982 على جائزة ناثان ب. إدي من كلية مشاكل إدمان المخدرات.
أدى عمل نيسواندر ودول إلى إنشاء جائزة نيسواندر- دول في عام 1982 من قبل الجمعية الأمريكية لعلاج الاعتماد على المواد الأفيونية بسبب «العمل والخدمة الاستثنائية في مجال معالجة المواد الأفيونية». سُمِّيَت الجائزة «جائزة ماري»، وكانا ماري وفينسنت أول المستفيدين. مُنِحَت جائزة أخرى باسمها، وهي جائزة «ماري إ. نيسواندر» من الرابطة الدولية للألم والاعتماد الكيميائي بسبب «إنجازاتها الكبيرة في تعزيز العلاج الوجداني والإنساني للمرضى الذين يعانون من الألم».
سُمِّي شارع نيسواندرويغ في هامبورغ- ألمانيا على اسم ماري نيسواندر في عام 1994. سُمِّيَت عيادة ماري نيسواندر في مركز بيث إسرائيل الطبي أيضًا على اسم ماري نيسواندر. وتم في عام 2000 تخصيص عدد خاص من دورية ماونت سيناي للطب لمقالات العلاج بالميثادون في ذكرى ماري نيسواندر.